# Jyrki Immonen
Pour les articles homonymes, voir Immonen.
Jyrki Immonen, né le 14 octobre 1945, à Varkaus, en Finlande, est un ancien joueur finlandais de basket-ball. 

## Palmarès
- Champion de Finlande 1968, 1969, 1970, 1971, 1972
- Coupe de Finlande 1968, 1971